# Sylvirana spinulosa
Espèce
Synonymes
- Rana spinulosa Smith, 1923
- Hylarana spinulosa (Smith, 1923)

Statut de conservation UICN

 VU B1ab(iii) : Vulnérable
Sylvirana spinulosa est une espèce d'amphibiens de la famille des Ranidae.

## Répartition
Cette espèce est endémique de Hainan en République populaire de Chine. Elle se rencontre entre 80 et 840 m d'altitude dans la moitié Sud de l'île,.

## Publication originale
- Smith, 1923 : On a collection of reptiles and batrachians from the Island of Hainan. Journal of the Natural History Society of Siam, vol. 6, p. 195-212.